# کوین لازانیا
کوین لازانیا (ایتالیایی: Kevin Lasagna؛ زادهٔ ۱۰ اوت ۱۹۹۲) بازیکن فوتبال اهل ایتالیا است.
از باشگاه‌هایی که در آن بازی کرده‌است می‌توان به کارپی و اودینزه اشاره کرد.